# Beijing Olympic Sports Center Stadium
Beijing Olympic Sports Center Stadium (chiń. upr. 奥体中心体育场; chiń. trad. 奧體中心體育場; pinyin Ào tǐ zhōngxīn tǐyùchǎng) – wielofunkcyjny stadion w Pekinie, stolicy Chin. Został otwarty w 1990 roku. Może pomieścić 36 228 widzów. Stanowi część kompleksu sportowego Beijing Olympic Sports Center.
Stadion został otwarty w 1990 roku. Obiekt powstał w związku z organizacją igrzysk azjatyckich w 1990 roku, jako główna arena kompleksu sportowego Beijing Olympic Sports Center. Poza zawodami w ramach XI Igrzysk Azjatyckich, stadion był też m.in. jedną z aren chińskich igrzysk narodowych w 1993 roku, FESPIC Games w 1994 roku i letniej uniwersjady w 2001 roku. W latach 2006–2007 w związku z letnimi igrzyskami olimpijskimi w 2008 roku został przebudowany, a jego pojemność wzrosła z 18 000 do 36 228 widzów. Podczas igrzysk olimpijskich w 2008 roku na stadionie rozegrano konkurencje biegowe oraz jeździeckie w ramach zawodów w pięcioboju nowoczesnym.